# Microtus gregalis
Microtus gregalis är en däggdjursart som först beskrevs av Peter Simon Pallas 1779.  Microtus gregalis ingår i släktet åkersorkar och familjen hamsterartade gnagare. Inga underarter finns listade i Catalogue of Life.
Enligt ett annat verk ingår arten i släktet Lasiopodomys.

## Utseende
Artens kroppslängd (huvud och bål) är 81 till 148 mm, svanslängden är 17 till 46 mm och vikten varierar mellan 18 och 68 g. Djuret har 12 till 21 mm långa bakfötter och 8 till 16 mm stora öron. Honor är vanligen lite mindre än hanar. Pälsfärgen på ovansidan är ljus ockra till mörk gråbrun. Dessutom är på huvudet och på bålens främre del några mörka hår inblandade som syn som streck. Undersidans päls varierar mellan gulbrun och mörkgrå. Svansen har en brun ovansida och en ljusare undersida. På bakfötternas sulor förekommer sex trampdynor. Microtus gregalis har en diploid kromosomuppsättning med 36 kromosomer (2n=36).

## Utbredning
Denna gnagare förekommer med flera från varandra skilda populationer i centrala och norra Asien. Den når i väst Rysslands europeiska delar och Kazakstan, i syd norra Kina och i norr Norra ishavets kustlinje. Arten lever i låglandet och i bergstrakter upp till 4000 meter över havet. Microtus gregalis lever i öppna landskap som i tundran, på ängar, på jordbruksmark och stäpper. Den hittas även i skogsgläntor.

## Ekologi
När beståndet ökar bildar individerna kolonier. De äter olika växter som förekommer i utbredningsområdet. Beroende på utbredning kan honor ha 4 eller 5 kullar per år. Ofta börjar parningstiden när snön ligger kvar. Per kull föds upp till 12 ungar. Asiatiska bönder betraktar denna åkersork som skadedjur.
I sällsynta fall äter arten även svampar, småfåglar och mindre gnagare. En vanlig koloni har 10 till 13 medlemmar. De skapar komplexa underjordiska tunnelsystem och lagrar födan där. Stora bon kan sträcka sig över en yta av 1000 m² och de har upp till 120 ingångar. Boets tunnlar ligger vanligen 7 till 9 cm under markytan och det centrala rummet ligger under sommaren på ett djup av 12 cm respektive på ett djup av 21 cm under vintern. Kammaren har en diameter av 12 till 16 cm. Kolonins vuxna medlemmar uppfostrar ungarna tillsammans.
Microtus gregalis är under våren aktiv under alla dagtider. Under sommaren koncentreras aktiviteten till skymningen och gryningen.

## Bevarandestatus
För beståndet är inga hot kända. Hela populationen anses vara stabil. IUCN kategoriserar arten globalt som livskraftig.